# نادي الفتح لكرة السلة
الفتح (بالإنجليزية: Al-Fateh)‏ هو فريق كرة سلة سعودي، يقع في الأحساء، المنطقة الشرقية. يلعب في الدوري السعودي الممتاز لكرة السلة.

## البطولات
- بطل كأس الاتحاد السعودي لكرة السلة 2015.[1]
- بطل كأس الاتحاد السعودي لكرة السلة 2016.[2]

- بطل الدوري السعودي الممتاز لكرة السلة 2013-14.[3]